# Zwartkeelstruiksluiper
De zwartkeelstruiksluiper (Oreoscopus gutturalis) is een zangvogel uit de familie Acanthizidae (Australische zangers).

## Verspreiding en leefgebied
Deze soort is endemisch in noordoostelijk Australië.

## Status
De grootte van de populatie is in 2021 geschat op 660.000 volwassen vogels. Uit onderzoeken blijkt dat de aantallen snel achteruitgaan door klimaatverandering. Op de Rode lijst van de IUCN heeft deze soort daarom de status bedreigd.